# NGC 982
NGC 982 este o radiogalaxie situată în constelația Andromeda. A fost descoperită în 17 octombrie 1786 de către William Herschel. Se află la o distanță de 77,73 de megaparseci de Pământ.